# Martha Peralta Epieyú
Martha Isabel Peralta Epieyú (Monguí (Riohacha), La Guajira; 11 de noviembre de 1988) es una abogada colombiana, especialista en derecho ambiental y líder indígena del pueblo wayú perteneciente al clan Epinayú Epieyú. Es presidenta del partido político Movimiento Alternativo Indígena y Social (MAIS). Peralta fue elegida al Senado de la República de Colombia en las elecciones legislativas de 2022 dentro de la coalición del Pacto Histórico.

## Biografía
Peralta nació en el corregimiento de Monguí en La Guajira, cercano a la capital Riohacha. Estudió en el internado indígena San Antonio de Aremasain.
Estudió Derecho en la Universidad Externado de Colombia, y cursó una maestría en Gobierno y políticas públicas con especialización en Derecho Ambiental en la Universidad del Rosario. Durante su periodo de estudios acompañó a la Organización Nacional Indígena de Colombia (Onic) en varios proyectos.
En 2015 se vinculó al movimiento MAIS como asesora jurídica; para más tarde participar en la escuela de formación política de dicho partido. Igualmente fue asesora de la Onic ante la Agencia Nacional de Tierras. En el año 2017 fue nombrada directora nacional de su movimiento.
En agosto de 2021 Martha Peralta contrajo matrimonio con Manuel Julián Molina, en la ranchería Aritaure de La Guajira.

### Pacto Histórico
Peralta llegó al congreso por primera vez en 2022 haciendo parte de la lista de la coalición Pacto Histórico, que agrupa a varios movimientos políticos de izquierda, indígenas, étnicos y populares. Allí ocupó el sexto lugar de 20 senadores que resultaron electos por dicha lista.
En el congreso fue electa en 2023 presidenta de la comisión séptima o constitucional, y como tal se destacó por lograr en la comisión la aprobación de la reforma pensional en primer debate, y por su defensa a la reforma de la salud presentada por el gobierno Petro, sin embargo dicha reforma fue archivada en el congreso por decisión de los senadores de sectores opositores y conservadores. En marzo de 2024, durante dicho trámite, Peralta fue agredida verbalmente por el senador del Centro Democrático, Honorio Henríquez, quien más tarde le pidió excusas públicamente.